# Oecanthus argentinus
Oecanthus argentinus är en insektsart som beskrevs av Henri Saussure 1874. Oecanthus argentinus ingår i släktet Oecanthus och familjen syrsor. Inga underarter finns listade i Catalogue of Life.